# Rifampicin
Rifampicin ist ein bakterizid wirksames  Antibiotikum aus der Gruppe der Ansamycine. Es wird halbsynthetisch aus Rifamycin B, isoliert aus Amycolatopsis rifamycinica, hergestellt.
Rifampicin wird vorwiegend bei Infektionen mit Mykobakterien, insbesondere bei Tuberkulose und Lepra, eingesetzt. Auch bei der Therapie von Methicillin-resistenten Staphylokokken wird es angewandt und entfaltet hier eine seiner relevantesten Bedeutungen durch seine Biofilmwirkung. Außerdem wird es prophylaktisch bei Kontaktpersonen von Erkrankten an Meningokokken-Meningitis empfohlen. Es wirkt zudem gegen Enterokokken und Legionella pneumophila und ist gut liquorgängig.
Bei Rifampicin handelt es sich um eine ansa-Verbindung.

## Pharmakologie
Rifampicin hemmt die bakterielle DNA-abhängige RNA-Polymerase. Dies geschieht durch Verhindern der Elongation der naszierenden RNA. Ob dies durch direkte Anlagerung oder einen Konformationswechsel zustande kommt, ist noch nicht geklärt. So wird die Transkription der Bakterien spezifisch gehemmt.
Rifampicin wird meistens mit mindestens einem anderen wirksamen Antibiotikum kombiniert (etwa Isoniazid). Da es chemisch unterschiedlich von fast allen anderen Antibiotika ist, gibt es mit diesen Wirkstoffen keine Kreuzresistenz.

### Nebenwirkungen und Kontraindikationen
Als wichtigste Nebenwirkung sind Leberschädigungen bekannt, eine regelmäßige Kontrolle der Leberwerte ist daher erforderlich, und Erkrankungen der Leber stellen eine Kontraindikation dar. Das Auftreten eines Red man syndrome wurde beschrieben.
Rifampicin führt bei Einnahme zu einer rot-orangen Färbung von Körperflüssigkeiten (Speichel, Urin, Tränen usw.).
Teratogenität ist bei Rifampicin im Tierversuch nachgewiesen worden, entsprechend gilt eine Schwangerschaft als Kontraindikation.

### Wechselwirkung
Wie alle Medikamente, die eine Enzyminduktion der Leberzellen auslösen (z. B. Barbiturate, Hydantoin), vermindert auch Rifampicin (Induktion der Cytochrom P450-Isoenzyme 1A2, 2C8 und 3A) die Wirkung oraler Kontrazeptiva („Antibabypille“). Weiterhin induziert es p-Glykoprotein, was für Arzneistoffe von Bedeutung ist, die Substrate desselben sind. Außerdem sorgt es für einen erhöhten Abbau von L-Thyroxin.

## Handelsnamen
Monopräparate

Eremfat (D, A), Rifa (D), Rimactan (A, CH), diverse Generika (D, CH)
Kombinationspräparate

Iso-Eremfat (D), Rifater (D, A, CH), Rifinah (D, CH), Rifoldin (A), Rimactazid (CH), Rimstar (CH), Tebesium Duo/ -Trio (D)